# François Hennebique
François Hennebique (Neuville-Saint-Vaast, 26 aprile 1842 – Parigi, 7 marzo 1921) è stato un imprenditore francese.
Fu riconosciuto come l'inventore del calcestruzzo armato, sistema edilizio che brevettò nel 1892, anche se dieci anni dopo la paternità dell'invenzione venne accreditata a un analogo brevetto depositato precedentemente da Joseph Monier del 1878.

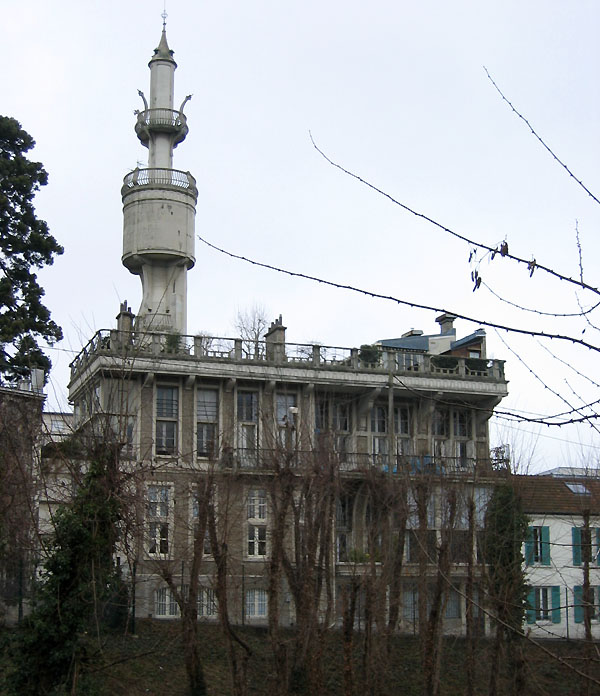
L'eccentrico villino in cemento armato che François Hennebique fece costruire per sé a Bourg-la-reine

Apprendista muratore ad Arras, a 25 anni si mise in proprio e andò a lavorare a Bruxelles. All'Esposizione di Parigi del 1867 il giovane François vide i vasi contenitori realizzati in «cemento rinforzato» dal giardiniere parigino Joseph Monier e nel 1879 sperimentò per la sua prima volta una gettata di calcestruzzo armato per una soletta; nel 1892 brevettò a Bruxelles la tecnica e i materiali, mentre nel 1894 la Hennebique realizzò il primo ponte in cemento armato a Wiggen, in Svizzera e nel 1899 presentò un primo progetto per la Diga di Assuan. Nello stesso anno iniziò la costruzione del suo primo edificio in cemento armato, l'immobile di rue Danton 1 a Parigi, che fu la sede della Maison Hennebique dal 1900 al 1967. A dimostrazione delle peculiarità tecniche e anche estetiche del suo materiale, il costruttore fece edificare in cemento armato anche la sua villa di Bourg-la-Reine.
Se non fu l'unico inventore del cemento armato, Hennebique fu comunque un personaggio dal grande intuito affaristico. Con lo slogan «Plus d'incendies desastreux» (“Basta incendi disastrosi”), tra il 1892 al 1908 egli creò una grande organizzazione commerciale internazionale con oltre quaranta agenti all'estero che vendevano il «Systéme Hennebique a l'épreuve du feu, breveté» in tutta Europa e in gran parte del mondo.

## Sistema Hennebique

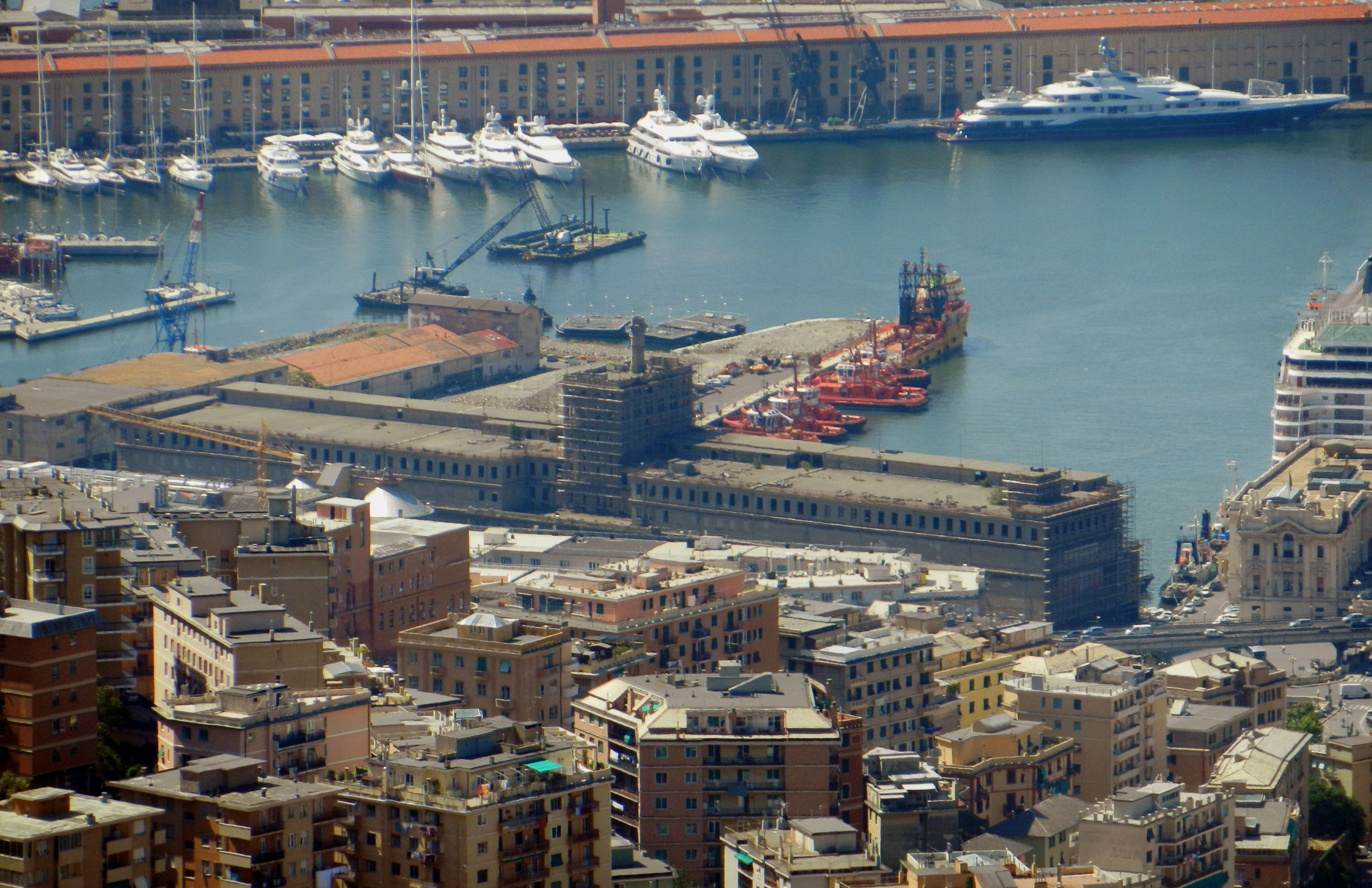
Silos granaio, porto di Genova

Il brevetto del «Systéme Hennebique» fu introdotto con successo già nel 1894, a Torino, dal plurilaureato ingegner Giovanni Antonio Porcheddu, secondo una convenzione fra lo Studio Tecnico degli ingegneri Ferrero & Porcheddu e l'ingegnere napoletano Giovanni Narici, a capo della Agenzia Generale Italiana della Maison Hennebique, il quale introdusse successivamente anche alcuni miglioramenti al brevetto, in particolare nell'utilizzo dei pieghi nelle barre di armatura. Grazie a questo accordo l'Impresa Porcheddu divenne la licenzataria esclusiva per l'Italia del «Systéme Hennebique», che fu ampiamente applicato con crescente successo dalla stessa Impresa Porcheddu, realizzando svariate opere pubbliche e private a Torino come lo stabilimento Lingotto della FIAT, lo Stadium, il viadotto della ferrovia Torino - Ceres della Stura di Lanzo a Ceres, ma anche da architetti come Pietro Fenoglio, grande protagonista della stagione del liberty torinese. Inoltre il «Systéme Hennebique» venne utilizzato dall'Impresa Porcheddu per la costruzione della prima fabbrica Olivetti a Ivrea e in molte opere pubbliche su tutto il territorio nazionale come i silos granari del porto di Genova e il Ponte Risorgimento a Roma, come reca scritto la lapide ancora oggi.
Nel 1896 a Narici subentrarono gli ingegneri Pietro Isidoro Martorelli ed Edoardo Zublin, concessionari del «Systéme Hennebique» per l'Italia meridionale, ai quali si affiancò nel 1897 Attilio Muggia, per l'Italia centrale.